# 마키 후미히코
마키 후미히코(일본어: 槇文彦, 1928년 9월 6일~2024년 6월 6일)는 일본의 건축가(일급건축사)다.

## 생애
도쿄도 출신이며, 어머니 쪽 조부는 다게나카공무점의 회장을 지낸 다게나카 도에몬이다.
1941년 게이오기주쿠 유치사를 졸업하였다. 게이오기주쿠 보통부를 거쳐 게이오기주쿠 대학 공학부 예과를 중퇴하고 건축학과에 입학하여 1952년 졸업하였다.
단게 겐조의 연구실에서 외무성 청사의 콘페를 담당한 이후 아메리카합중국에 유학하였다. 크랜브룩 대학원 시절 주제프 류이스 세르트에게 사사하였다. 1954년 스키드모어, 오윙스 앤드 메릴 이듬해 1955년 세르트 잭슨 건축설계사무소에 근무하였다. 그 이후 워싱턴 대학교 세인트루이스과 하버드 대학에서 도시 디자인을 강의하였다.
1965년 마키 종합계획사무소를 설립. 1979년-1989년에 도쿄대학 교수를 지냈다.
2011년엔 매년 미국 건축가 협회에서 수여하는 AIA 금메달을 수상했다.

## 같이 보기
- 단게 겐조
- 이소자키 아라타
- 다니구치 요시오
- 다니구치 요시로 - 다니구치 요시오의 부친
- 안도 다다오